# Gare de Ruisbroek
Ne doit pas être confondu avec Gare de Ruisbroek-Sauvegarde.
La gare de Ruisbroek ou gare de Ruysbroeck est une gare ferroviaire belge de la ligne 96 de Bruxelles-Midi à Quévy (frontière), située à Ruysbroeck (en néerlandais : Ruisbroek) sur le territoire de la commune de Leeuw-Saint-Pierre dans la province du Brabant flamand en région flamande.
Elle ne doit pas être confondue avec la halte Ruisbroek-Sauvegarde (commune de Puers, province d'Anvers), sur la ligne 52 d'Anvers-Sud à Puers (et autrefois à Termonde).
Elle est mise en service en 1840 par l'administration des chemins de fer de l'État belge.
C'est une halte voyageurs de la Société nationale des chemins de fer belges (SNCB), desservie par des trains Suburbains (S2).

## Situation ferroviaire
Établie à 23 mètres d'altitude, la gare de Ruisbroek est située au point kilométrique (PK) 5,758 de la ligne 96 de Bruxelles-Midi à Quévy (frontière), entre les gares ouvertes de Forest-Midi et de Lot.
L'arrêt dispose de deux quais qui permettent la desserte par les deux voies de la ligne 96 qui encadrent les deux voies rapides du tronçon 96N de Bruxelles-Midi à Hal.

## Historique

### Histoire
La station de Ruysbroeck est mise en service le 18 mai 1840 par l'administration des chemins de fer de l'État belge, lorsqu'elle ouvre à l'exploitation la section de Bruxelles à Tubize. La station est établie sur la petite commune de Ruysbrock, qui compte 500 habitants, à proximité du « canal de Charleroy ».
En 1888, la gare se voit doter d'un nouveau bâtiment des recettes.
Le 23 mai 1993, la gare perd son guichet, la vente des titres de transport est supprimée.
La même année, dans le cadre des travaux de la ligne à grande vitesse 1 reliant Bruxelles à la frontière française, la ligne 96 est mise à quatre voies et toutes les gares entre Forest, Hal et Lembeek sont démolies. À la place est érigé un arrêt à quatre voies dont les deux centrales, dépourvues de quai, sont empruntées par les InterCity, Thalys et Eurostar.

### Bâtiment de la gare

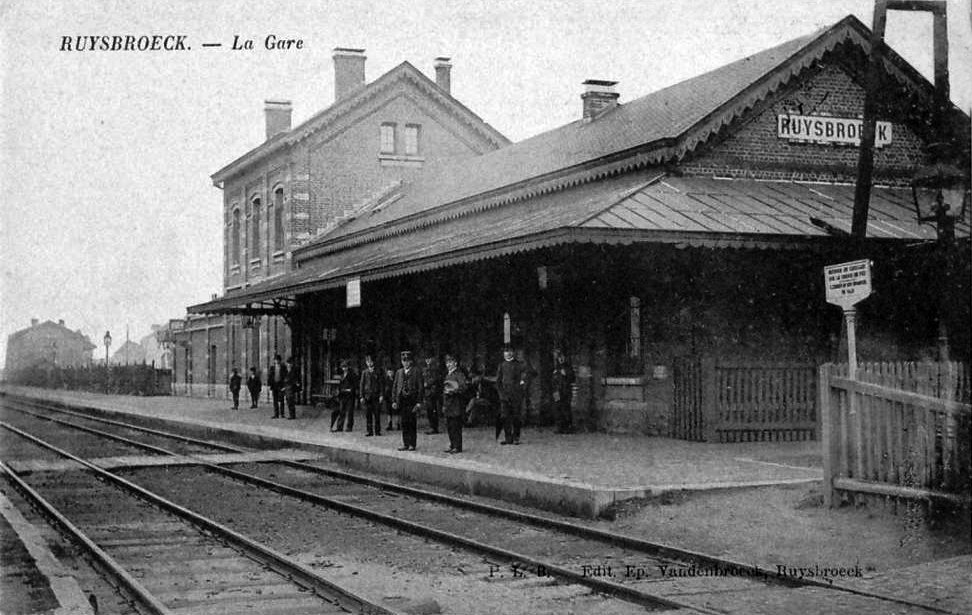
La gare vers 1900.

Sorti de terre en 1888 et détruit en 1993, il correspondait aux directives de 1880 avec un corps principal à 3 travées et un étage servant de logement de fonction pour le chef de gare, et deux ailes (une petite à deux travées et toit plat servant d'aile de service une grande aile de huit travées sous bâtière servant de salle d'attente et de magasin pour les colis, munie d'une marquise.
Cette gare est proche du modèle standard plan type 1881 mais elle est davantage ornée avec des bandes de pierre de taille et de brique sur les pilastres, des baies géminées en lieu et place des oculi du corps central et des arcs bombés en brique jaune surmontant les baies du rez-de-chaussée. Elle était quasiment identique à la gare de Genappe, démolie en 1984.

### Nom de la gare
L'écriture du nom de la gare est modifiée le 1er février 1938 : de « Ruysbroeck », depuis la mise en service de la station, il devient « Ruisbroek ».

## Service des voyageurs

### Accueil
Halte SNCB, c'est un point d'arrêt non géré (PANG) à accès libre. L'achat de titres de transport s'effectue via un distributeur automatique.
Un souterrain permet la traversée des voies et le passage d'un quai à l'autre.

### Desserte
Ruisbroek est desservie est desservie par des trains Suburbains (S2) sur la relation Louvain - Braine-le-Comte.
Les jours ouvrables et le samedi, la fréquence est de deux trains S2 par heure dans chaque sens, contre un seul le dimanche.

### Intermodalité
Un parc pour les vélos et un parking pour les véhicules y sont aménagés.
À 100 mètres se trouve l'arrêt Kerk Ruisbroek desservi par le bus 50 de la Société des transports intercommunaux de Bruxelles (STIB) ainsi que par les bus 154, 172, 574, 575 et 810 de la compagnie De Lijn.

## Comptage voyageurs
Ce graphique et tableau montre le nombre de voyageurs embarquant en moyenne durant la semaine, le samedi et le dimanche.
| Nombre de passagers qui embarquent à la gare de Ruisbroek | Nombre de passagers qui embarquent à la gare de Ruisbroek | Nombre de passagers qui embarquent à la gare de Ruisbroek | Nombre de passagers qui embarquent à la gare de Ruisbroek |
|                                                           | Semaine                                                   | Samedi                                                    | Dimanche                                                  |
| --------------------------------------------------------- | --------------------------------------------------------- | --------------------------------------------------------- | --------------------------------------------------------- |
| 1977                                                      | 802                                                       | 113                                                       | 96                                                        |
| 1978                                                      | 740                                                       | 126                                                       | 64                                                        |
| 1979                                                      | 631                                                       | 139                                                       | 56                                                        |
| 1980                                                      | 733                                                       | 125                                                       | 81                                                        |
| 1981                                                      | 731                                                       | 171                                                       | 123                                                       |
| 1982                                                      | 634                                                       | 97                                                        | 76                                                        |
| 1983                                                      | 793                                                       | 84                                                        | 52                                                        |
| 1984                                                      | 653                                                       | 41                                                        | 40                                                        |
| 1985                                                      | 584                                                       | 61                                                        | 53                                                        |
| 1986                                                      | 376                                                       | 67                                                        | 32                                                        |
| 1987                                                      | 388                                                       | 61                                                        | 43                                                        |
| 1988                                                      | 405                                                       | 61                                                        | 43                                                        |
| 1989                                                      | 303                                                       | 59                                                        | 35                                                        |
| 1990                                                      | 342                                                       | 69                                                        | 39                                                        |
| 1991                                                      | 350                                                       | 58                                                        | 40                                                        |
| 1992                                                      | 368                                                       | 71                                                        | 44                                                        |
| 1993                                                      | 333                                                       | 31                                                        | 48                                                        |
| 1994                                                      | 280                                                       | 60                                                        | 40                                                        |
| 1995                                                      | 263                                                       | 36                                                        | 30                                                        |
| 1996                                                      | 245                                                       | 38                                                        | 27                                                        |
| 1997                                                      | 285                                                       | 52                                                        | 42                                                        |
| 1998                                                      | 328                                                       | 53                                                        | 46                                                        |
| 1999                                                      | 270                                                       | 91                                                        | 51                                                        |
| 2000                                                      | 323                                                       | 72                                                        | 52                                                        |
| 2001                                                      | 343                                                       | 76                                                        | 61                                                        |
| 2002                                                      | 312                                                       | 82                                                        | 64                                                        |
| 2003                                                      | 299                                                       | 76                                                        | 58                                                        |
| 2004                                                      | 280                                                       | 82                                                        | 67                                                        |
| 2005                                                      | 335                                                       | 107                                                       | 60                                                        |
| 2006                                                      | 352                                                       | 98                                                        | 110                                                       |
| 2007                                                      | 400                                                       | 104                                                       | 84                                                        |
| 2008                                                      | -                                                         | -                                                         | -                                                         |
| 2009                                                      | 436                                                       | 99                                                        | 82                                                        |
| 2010                                                      | -                                                         | -                                                         | -                                                         |
| 2011                                                      | -                                                         | -                                                         | -                                                         |
| 2012                                                      | 488                                                       | 108                                                       | 106                                                       |
| 2013                                                      | 423                                                       | 124                                                       | 85                                                        |
| 2014                                                      | 485                                                       | 135                                                       | 96                                                        |
| 2015                                                      | 535                                                       | 102                                                       | 104                                                       |
| 2016                                                      | 529                                                       | 143                                                       | 95                                                        |
| 2017                                                      | 545                                                       | 172                                                       | 125                                                       |
| 2018                                                      | 602                                                       | 162                                                       | 121                                                       |
| 2019                                                      | 729                                                       | 247                                                       | 200                                                       |
| 2020                                                      | 572                                                       | 253                                                       | 136                                                       |
| 2021                                                      | -                                                         | -                                                         | -                                                         |
| 2022                                                      | 959                                                       | 451                                                       | 296                                                       |
| 2023                                                      | 1 019                                                     | 482                                                       | 300                                                       |
| 2024                                                      | 1 030                                                     | 528                                                       | 296                                                       |

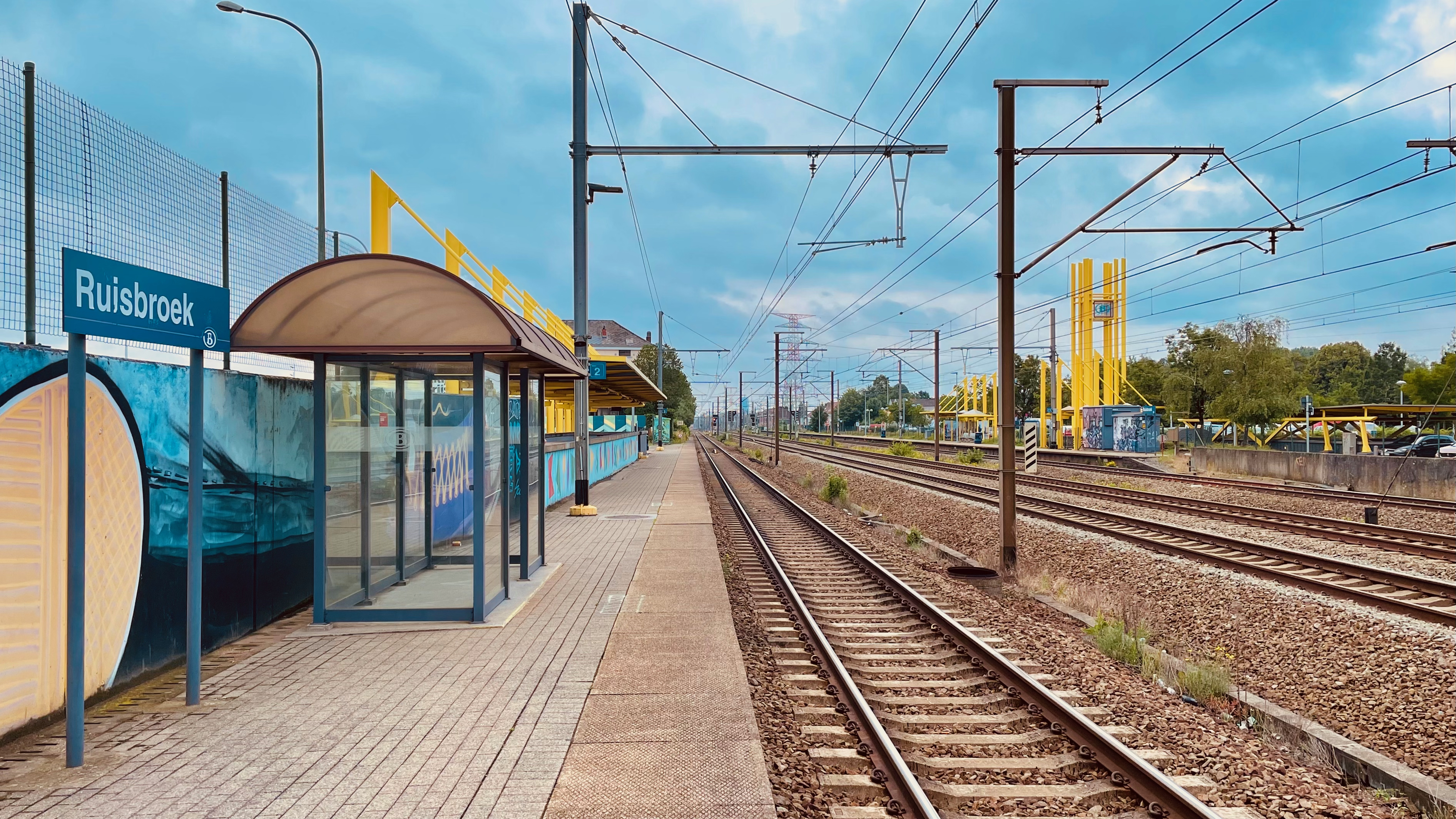
Quais de la halte.
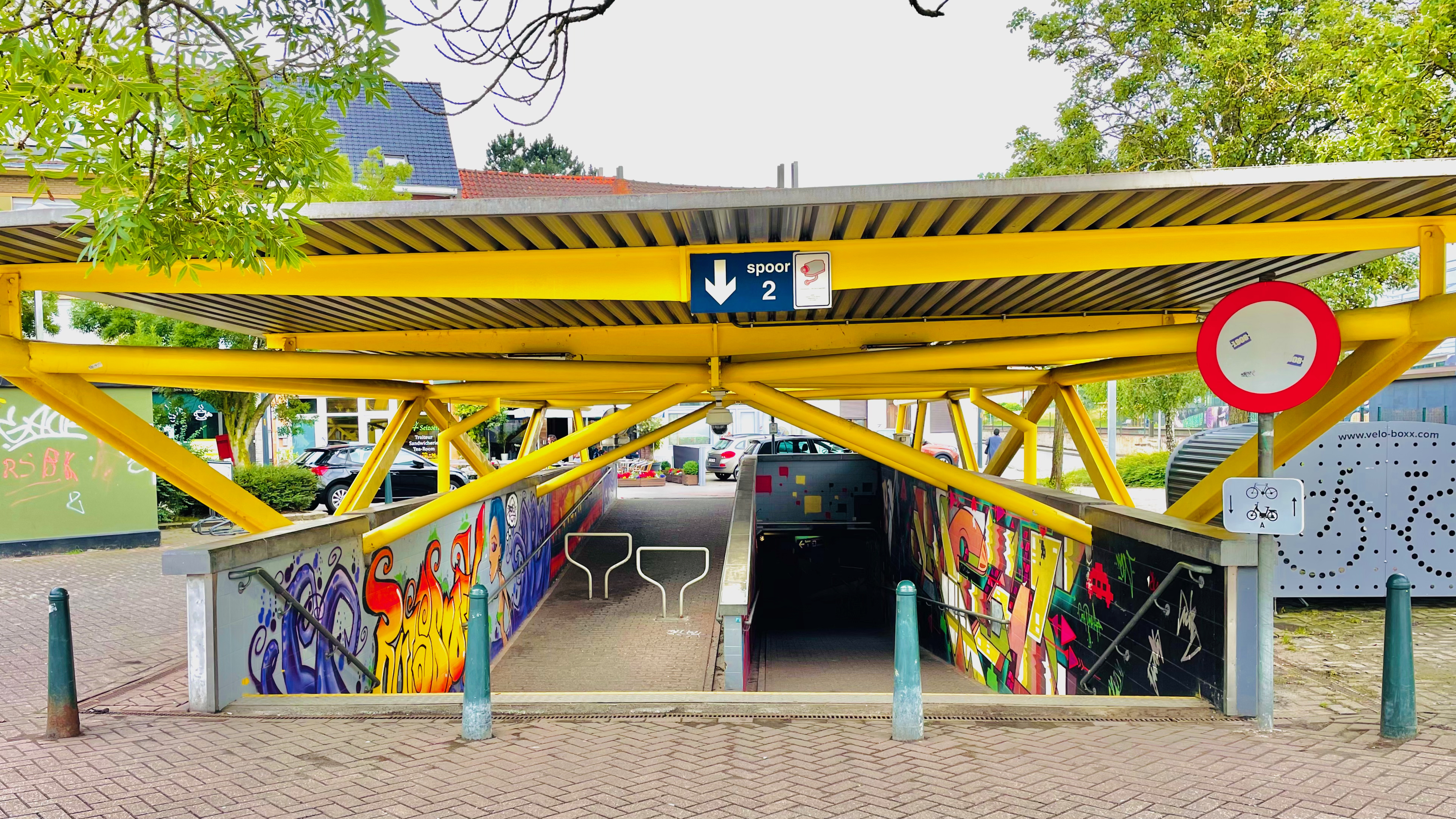
Entrée du souterrain.
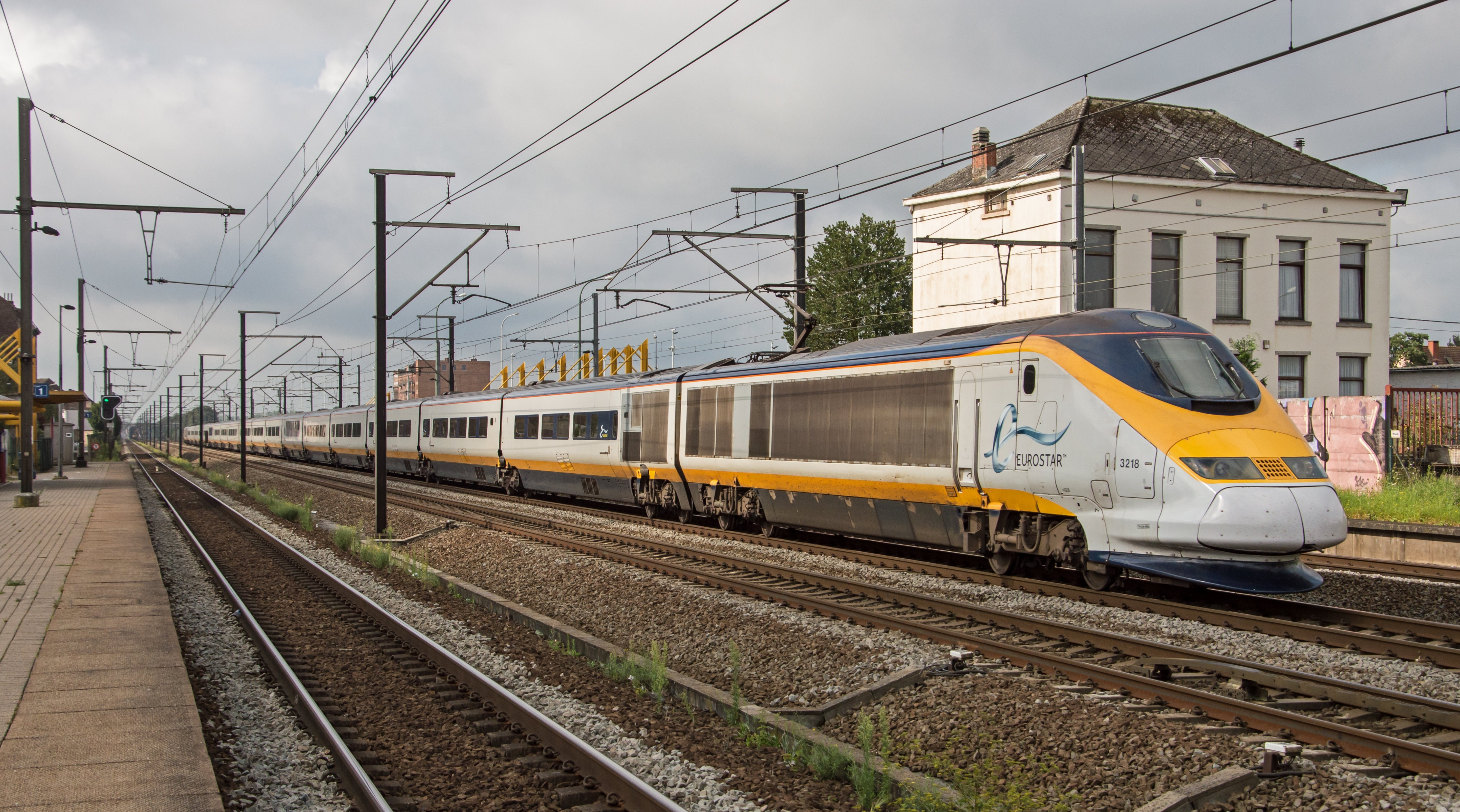
Passage d'un Eurostar.
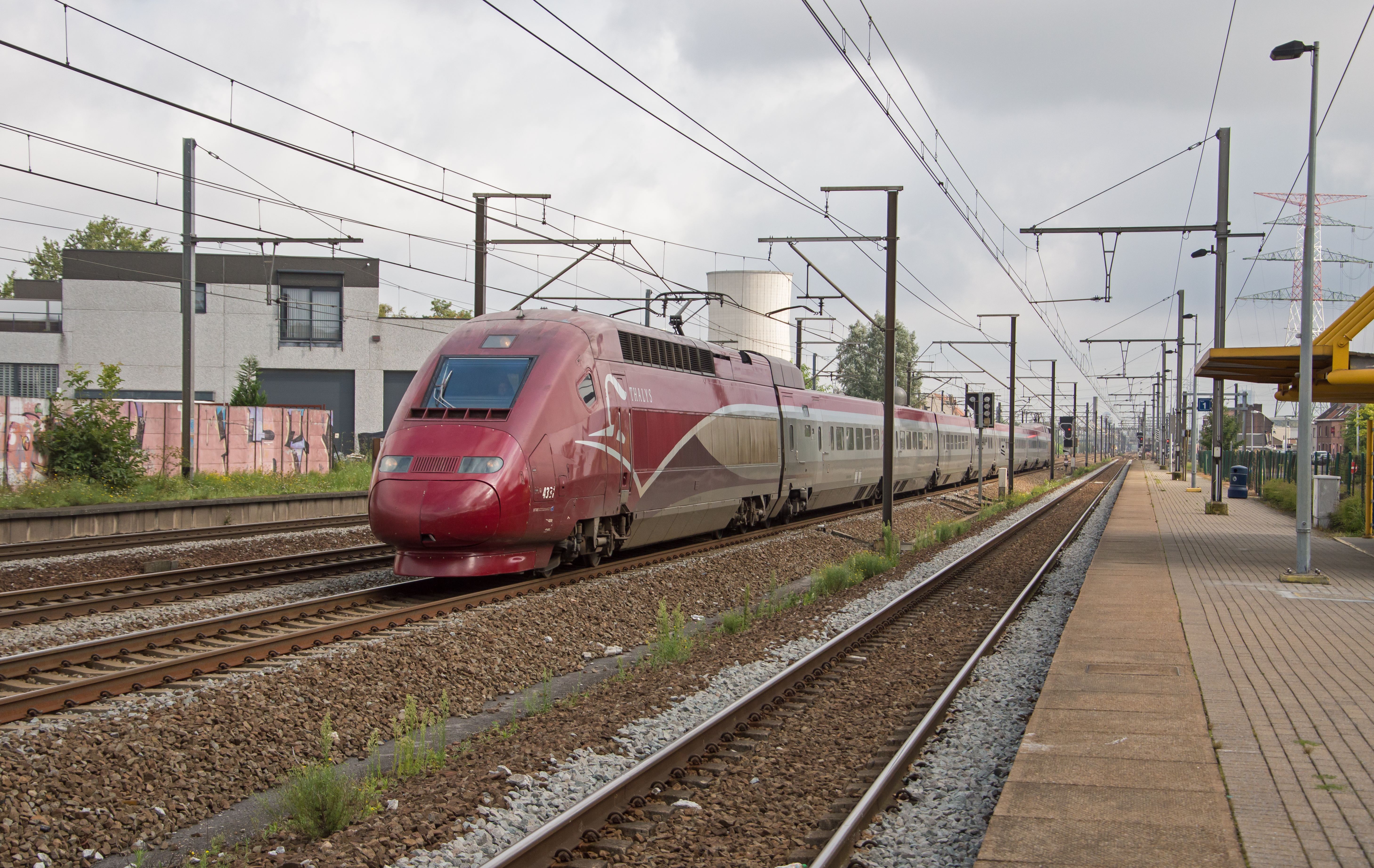
Thalys.